# Gilsum
Gilsum – miasto w Stanach Zjednoczonych, w stanie New Hampshire, w hrabstwie Cheshire.